# Duitse militaire begraafplaats Mariawald
De Duitse militaire begraafplaats Mariawald is een militaire begraafplaats in Noordrijn-Westfalen, Duitsland. Op de begraafplaats liggen omgekomen Duitse militairen uit de Tweede Wereldoorlog.

## Begraafplaats
De begraafplaats is gelegen ten zuiden van het dorp Heimbach. Daar ligt de abdij Mariawald. Op de begraafplaats rusten 414 slachtoffers. Ze stierven tijdens de Slag om het Hürtgenwald. Een aanzienlijk deel van de militairen waren Polen en Russen in Duitse dienst.